# Pic du Gar
Le pic du Gar, culminant à 1 785 m d'altitude, est un sommet des Pyrénées françaises, dans le département de la Haute-Garonne, 

## Toponymie
Gar viendrait de la racine Kʰar signifiant « rocher » ou « pierre », il s'agirait alors d'un toponyme pléonastique.

## Géographie

### Topographie
Situé près de la commune de Saint-Béat,  en Haut-Comminges, le pic du Gar est un sommet connu de la Haute-Garonne, malgré sa faible altitude mais grâce à sa situation avancée par rapport au massif pyrénéen (comme son voisin, le pic de Cagire), dominant la haute vallée de la Garonne au sortir du val d'Aran.
Le versant ouest, présentant une pente modérée couverte de pelouse, est situé sur la commune de Moncaup tandis que le versant oriental, plus escarpé, est sur Bezins-Garraux.
Son sommet secondaire, le pic Saillant (1 756 m), porte une croix. Ces deux sommets étaient inversés sur les cartes IGN. Cette ambiguïté existe sur les cadastres de Bezins-Garraux (actuel comme sur celui de 1836) où ce sommet est dénommé pic du Gars ou Saillent ou La Pique tandis que le sommet supérieur est simplement nommé pic Saillent.

## Histoire
Le poète José-Maria de Heredia a célébré le Gar éclatant aux sept pointes calcaires : dans certains de ses poèmes, il évoque notamment quelques inscriptions antiques des Pyrénées. Le pic du Gar a été honoré comme lieu de culte de Gar, divinité des Garumni (les Garumni sont un peuple d'origine proto-basque mentionné par César dans le De bello gallico) qui, selon Raymond Lizop, a probablement donné son nom à la « Gar-onne », autrement dit la rivière du dieu Gar[réf. nécessaire]. Au sommet et sur les flancs de la montagne, trois autels votifs inscrits et de nombreux autels votifs anépigraphes ont été trouvés dans les ruines et la maçonnerie de deux chapelles, antérieurement lieux de culte de l'époque gallo-romaine. Bien plus tard, le christianisme y a ajouté sa marque et instauré un pèlerinage à la croix plantée sur l'un de ses sommets.

## Alpinisme
Le massif du pic du Gar est connu comme site d'escalade. Les premières ascensions ont été réalisées en escalade artificielle dans les années 1960. La Chandelle, un pilier vertical se détachant du massif principal, a été gravi pour la première fois en escalade artificielle en 1964 en deux jours. Dans les années 1990, cette voie est rouverte en escalade libre et rééquipée par les gendarmes du PGHM de Bagnères-de-Luchon.

## Voies d'accès
On peut y accéder par des chemins forestiers soit au-dessus de Saint-Pé-d'Ardet par la route du col des Ares, puis le col du Hô, soit depuis Bezins-Garraux au-dessus du village. Il faut compter trois heures pour monter à pied les 1 150 m de dénivelé depuis Bezins-Garraux.